# Cerkiew św. Jerzego w Morągu
Cerkiew św. Jerzego w Morągu – cerkiew greckokatolicka w Morągu, w województwie warmińsko-mazurskim.
Świątynia została wybudowana w latach 1995–2000, konsekrowana w 2000. Wewnątrz mieści się współczesny ikonostas.